# Gary Glitter/Diskografie
Diese Diskografie ist eine Übersicht über die musikalischen Werke des britischen Glam-Rock-Musikers Gary Glitter. Den Schallplattenauszeichnungen zufolge hat er bisher mehr als 2,8 Millionen Tonträger verkauft. Seine erfolgreichste Veröffentlichung ist die Single I Love You Love Me Love mit über 600.000 verkauften Einheiten.

## Alben

### Studioalben
| Jahr | Titel    | Höchstplatzierung, Gesamtwochen, AuszeichnungChartplatzierungen (Jahr, Titel, Platzierungen, Wochen, Auszeichnungen, Anmerkungen) | Höchstplatzierung, Gesamtwochen, AuszeichnungChartplatzierungen (Jahr, Titel, Platzierungen, Wochen, Auszeichnungen, Anmerkungen) | Höchstplatzierung, Gesamtwochen, AuszeichnungChartplatzierungen (Jahr, Titel, Platzierungen, Wochen, Auszeichnungen, Anmerkungen) | Höchstplatzierung, Gesamtwochen, AuszeichnungChartplatzierungen (Jahr, Titel, Platzierungen, Wochen, Auszeichnungen, Anmerkungen) | Höchstplatzierung, Gesamtwochen, AuszeichnungChartplatzierungen (Jahr, Titel, Platzierungen, Wochen, Auszeichnungen, Anmerkungen) | Anmerkungen                                                |
| Jahr | Titel    | DE | AT | CH | UK | US | Anmerkungen                                                |
| ---- | -------- | --- | --- | --- | --- | --- | ---------------------------------------------------------- |
| 1972 | Glitter  | DE36 (4 Wo.)DE | — | — | UK8 (40 Wo.)UK | US186 (8 Wo.)US | Erstveröffentlichung: 3. März 1972 Produzent: Mike Leander |
| 1973 | Touch Me | DE21 (28 Wo.)DE | — | — | UK2 Silber · (33 Wo.)UK | — | Erstveröffentlichung: 1. Juni 1973 Produzent: Mike Leander |

grau schraffiert: keine Chartdaten aus diesem Jahr verfügbar
Weitere Alben
- 1975: G. G. (UK: Silber)
- 1977: Silver Star
- 1980: The Leader
- 1984: Boys Will Be Boys
- 1991: Leader II
- 2001: On
- 2013: Wild Horses (2 CDs)

### Livealben
| Jahr | Titel                | Höchstplatzierung, Gesamtwochen, AuszeichnungChartplatzierungen (Jahr, Titel, Platzierungen, Wochen, Auszeichnungen, Anmerkungen) | Höchstplatzierung, Gesamtwochen, AuszeichnungChartplatzierungen (Jahr, Titel, Platzierungen, Wochen, Auszeichnungen, Anmerkungen) | Höchstplatzierung, Gesamtwochen, AuszeichnungChartplatzierungen (Jahr, Titel, Platzierungen, Wochen, Auszeichnungen, Anmerkungen) | Höchstplatzierung, Gesamtwochen, AuszeichnungChartplatzierungen (Jahr, Titel, Platzierungen, Wochen, Auszeichnungen, Anmerkungen) | Höchstplatzierung, Gesamtwochen, AuszeichnungChartplatzierungen (Jahr, Titel, Platzierungen, Wochen, Auszeichnungen, Anmerkungen) | Anmerkungen                                                 |
| Jahr | Titel                | DE | AT | CH | UK | US | Anmerkungen                                                 |
| ---- | -------------------- | --- | --- | --- | --- | --- | ----------------------------------------------------------- |
| 1974 | Remember Me This Way | — | — | — | UK5 (16 Wo.)UK | — | Erstveröffentlichung: 17. Juni 1974 Produzent: Mike Leander |

grau schraffiert: keine Chartdaten aus diesem Jahr verfügbar
Weitere Livealben
- 1985: Live & Kicking!
- 1988: Live & Alive
- 1989: Gary Glitter’s Gangshow: The Gang, the Band, the Leader
- 2011: Leader Live in Concert

### Kompilationen
| Jahr | Titel                         | Höchstplatzierung, Gesamtwochen, AuszeichnungChartplatzierungen (Jahr, Titel, Platzierungen, Wochen, Auszeichnungen, Anmerkungen) | Höchstplatzierung, Gesamtwochen, AuszeichnungChartplatzierungen (Jahr, Titel, Platzierungen, Wochen, Auszeichnungen, Anmerkungen) | Höchstplatzierung, Gesamtwochen, AuszeichnungChartplatzierungen (Jahr, Titel, Platzierungen, Wochen, Auszeichnungen, Anmerkungen) | Höchstplatzierung, Gesamtwochen, AuszeichnungChartplatzierungen (Jahr, Titel, Platzierungen, Wochen, Auszeichnungen, Anmerkungen) | Höchstplatzierung, Gesamtwochen, AuszeichnungChartplatzierungen (Jahr, Titel, Platzierungen, Wochen, Auszeichnungen, Anmerkungen) | Anmerkungen                                                         |
| Jahr | Titel                         | DE | AT | CH | UK | US | Anmerkungen                                                         |
| ---- | ----------------------------- | --- | --- | --- | --- | --- | ------------------------------------------------------------------- |
| 1976 | Gary Glitter’s Greatest Hits  | — | — | — | UK33 (5 Wo.)UK | — | Erstveröffentlichung: 15. März 1976 Produzent: Mike Leander         |
| 1992 | Many Happy Returns – The Hits | — | — | — | UK35 (8 Wo.)UK | — | Erstveröffentlichung: 2. November 1992 Remastering: Robin Springall |

grau schraffiert: keine Chartdaten aus diesem Jahr verfügbar
Weitere Kompilationen
| - 1972: The Best of Gary Glitter (2 LPs) - 1973: Gary Glitter’s Golden Greats - 1974: The Leader - 1975: Always Yours - 1975: The Best Of - 1977: Love You Love Me Love - 1980: Glitter and Gold - 1983: Gary Glitter - 1985: Always Yours - 1987: The Gary Glitter Party Album - 1988: Starke Zeiten | - 1990: Castle Masters Collection - 1991: Rock and Roll: Gary Glitter Greatest Hits - 1991: Back Again – Their Very Best (mit The Glitter Band) - 1993: 20 Greatest Hits - 1995: Rock & Pop Legends - 1997: The Ultimate Gary Glitter: 25 Years of Hits - 1997: 32 Glam Hits (2 CDs) - 2001: The Best Of - 2011: The Hey Song (Rock & Roll, Pt. 2): The Greatest Hits (2 CDs) - 2011: All That Glitters – The Best of Gary Glitter |

## Singles
| Jahr | Titel Album                                                                            | Höchstplatzierung, Gesamtwochen, AuszeichnungChartplatzierungen (Jahr, Titel, Album, Platzierungen, Wochen, Auszeichnungen, Anmerkungen) | Höchstplatzierung, Gesamtwochen, AuszeichnungChartplatzierungen (Jahr, Titel, Album, Platzierungen, Wochen, Auszeichnungen, Anmerkungen) | Höchstplatzierung, Gesamtwochen, AuszeichnungChartplatzierungen (Jahr, Titel, Album, Platzierungen, Wochen, Auszeichnungen, Anmerkungen) | Höchstplatzierung, Gesamtwochen, AuszeichnungChartplatzierungen (Jahr, Titel, Album, Platzierungen, Wochen, Auszeichnungen, Anmerkungen) | Höchstplatzierung, Gesamtwochen, AuszeichnungChartplatzierungen (Jahr, Titel, Album, Platzierungen, Wochen, Auszeichnungen, Anmerkungen) | Anmerkungen |
| Jahr | Titel Album                                                                            | DE | AT | CH | UK | US | Anmerkungen |
| ---- | -------------------------------------------------------------------------------------- | --- | --- | --- | --- | --- | --- |
| 1972 | Rock And Roll Parts 1 & 2 Glitter                                                      | DE4 (23 Wo.)DE | — | CH4 (13 Wo.)CH | UK2 (15 Wo.)UK | US7 (11 Wo.)US | Erstveröffentlichung: 29. Mai 1972 Autoren: Gary Glitter, Mike Leander                                                                 |
| 1972 | I Didn’t Know I Loved You (Till I Saw You Rock & Roll) Glitter                         | DE12 (15 Wo.)DE | — | — | UK4 (11 Wo.)UK | US35 (9 Wo.)US | Erstveröffentlichung: 11. September 1972 Autoren: Gary Glitter, Mike Leander                                                           |
| 1973 | Do You Wanna Touch Me? (Oh Yeah!) Touch Me                                             | DE16 (11 Wo.)DE | — | — | UK2 (11 Wo.)UK | — | Erstveröffentlichung: 8. Januar 1973 Autoren: Gary Glitter, Mike Leander                                                               |
| 1973 | Hello! Hello! I’m Back Again Touch Me                                                  | DE10 (14 Wo.)DE | — | — | UK2 Silber · (14 Wo.)UK | — | Erstveröffentlichung: 26. März 1973 Autoren: Gary Glitter, Mike Leander                                                                |
| 1973 | I’m the Leader of the Gang (I Am!) Remember Me This Way                                | DE6 (15 Wo.)DE | AT8 (20 Wo.)AT | — | UK1 Gold · (12 Wo.)UK | — | Erstveröffentlichung: 9. Juli 1973 Autoren: Gary Glitter, Mike Leander                                                                 |
| 1973 | I Love You Love Me Love Remember Me This Way                                           | DE8 (16 Wo.)DE | AT6 (12 Wo.)AT | — | UK1 Platin · (14 Wo.)UK | — | Erstveröffentlichung: 5. November 1973 Autoren: Gary Glitter, Mike Leander                                                             |
| 1974 | Remember Me This Way                                                                   | DE50 (2 Wo.)DE | — | — | UK3 Silber · (8 Wo.)UK | — | Erstveröffentlichung: 8. März 1974 Autoren: Gary Glitter, Mike Leander                                                                 |
| 1974 | Always Yours The Leader                                                                | DE14 (7 Wo.)DE | — | — | UK1 Silber · (9 Wo.)UK | — | Erstveröffentlichung: 3. Juni 1974 Autoren: Gary Glitter, Mike Leander                                                                 |
| 1974 | Oh Yes! You’re Beautiful The Leader                                                    | DE28 (2 Wo.)DE | — | — | UK2 Silber · (10 Wo.)UK | — | Erstveröffentlichung: 11. November 1974 Autoren: Gary Glitter, Mike Leander                                                            |
| 1975 | Love Like You and Me Gary Glitter’s Greatest Hits                                      | — | — | — | UK10 (6 Wo.)UK | — | Erstveröffentlichung: 21. April 1975 Autoren: Gary Glitter, Gerry Shephard, Mike Leander                                               |
| 1975 | Doing Alright with the Boys Gary Glitter’s Greatest Hits                               | — | — | — | UK6 (7 Wo.)UK | — | Erstveröffentlichung: 9. Juni 1975 Autoren: Gary Glitter, Mike Leander                                                                 |
| 1975 | Papa Oom Mow Mow G. G.                                                                 | — | — | — | UK38 (5 Wo.)UK | — | Erstveröffentlichung: 27. Oktober 1975 Autoren: Al Frazier, Carl White, John Harris, Turner Wilson, Jr. Original: The Rivingtons, 1962 |
| 1976 | You Belong to Me Silver Star                                                           | — | — | — | UK40 (5 Wo.)UK | — | Erstveröffentlichung: 1. März 1976 Autoren: Gary Glitter, Mike Leander                                                                 |
| 1977 | It Takes All Night Long Silver Star                                                    | — | — | — | UK25 (6 Wo.)UK | — | Erstveröffentlichung: 10. Januar 1977 Autoren: Gary Glitter, Mike Leander, Eddie Seago                                                 |
| 1977 | A Little Boogie Woogie in the Back of My Mind Silver Star                              | — | — | — | UK31 (5 Wo.)UK | — | Erstveröffentlichung: 4. Juli 1977 Autoren: Gary Glitter, Mike Leander, Eddie Seago                                                    |
| 1980 | I’m the Leader of the Gang (EP) –                                                      | — | — | — | UK57 (3 Wo.)UK | — | Erstveröffentlichung: 8. September 1980 Autoren: Gary Glitter, Mike Leander                                                            |
| 1981 | And Then She Kissed Me Wild Horses                                                     | — | — | — | UK39 (5 Wo.)UK | — | Erstveröffentlichung: 28. September 1981 Autoren: Ellie Greenwich, Jeff Barry, Phil Spector Original: The Crystals, 1963               |
| 1981 | All That Glitters Wild Horses                                                          | — | — | — | UK48 (5 Wo.)UK | — | Erstveröffentlichung: 23. November 1981 Autoren: Gary Glitter, Mike Leander                                                            |
| 1984 | Dance Me Up Boys Will Be Boys                                                          | — | — | — | UK25 (7 Wo.)UK | — | Erstveröffentlichung: 28. Mai 1984 Autoren: Gary Glitter, Mike Leander, Eddie Seago                                                    |
| 1984 | Another Rock and Roll Christmas Boys Will Be Boys                                      | — | — | — | UK7 Silber · (7 Wo.)UK | — | Erstveröffentlichung: 19. November 1984 Autoren: Gary Glitter, Mike Leander, Eddie Seago                                               |
| 1985 | Love Comes –                                                                           | — | — | — | UK91 (3 Wo.)UK | — | Erstveröffentlichung: 15. April 1985 Autoren: Gary Glitter, Mike Leander, Eddie Seago                                                  |
| 1990 | Red Hot (Reputation) –                                                                 | — | — | — | UK87 (4 Wo.)UK | — | Erstveröffentlichung: 26. November 1990; feat. The Gang Autoren: Gary Glitter, Mark Pearson                                            |
| 1992 | And the Leader Rocks On (Megamix / Medley) –                                           | — | — | — | UK58 (2 Wo.)UK | — | Erstveröffentlichung: 28. September 1992 Arrangement: Gary Glitter, Mark Pearson Produzent: Paul Gadd, Jr.                             |
| 1992 | Through the Years Many Happy Returns – The Hits                                        | — | — | — | UK49 (3 Wo.)UK | — | Erstveröffentlichung: 9. November 1992 Autoren: Gary Glitter, Mark Pearson                                                             |
| 1995 | By Public Demand – Hello, Hello, I’m Back Again (Again!) Many Happy Returns – The Hits | — | — | — | UK50 (2 Wo.)UK | — | Erstveröffentlichung: 4. Dezember 1995 Autoren: Gary Glitter, Mike Leander                                                             |
| 1996 | House of the Rising Sun Wild Horses                                                    | — | — | — | UK77 (2 Wo.)UK | — | Erstveröffentlichung: 2. Dezember 1996 Traditional / Volkslied                                                                         |

grau schraffiert: keine Chartdaten aus diesem Jahr verfügbar
Weitere Singles
| - 1974: Gary Glitter Fan Club Christmas Party 1974 - 1977: Baby Please Don’t Go - 1977: Oh What a Fool I’ve Been - 1977: I Dare You to Lay One on Me - 1979: Superhero - 1980: I’m Not Just a Pretty Face - 1981: When I’m On I’m On - 1982: Suspicious Minds | - 1982: Be My Baby - 1984: Shout! Shout! Shout! - 1985: Love Comes - 1987: Rock and Roll, Parts 3 & 4 - 1988: Frontiers of Style - 1989: Gary Glitter’s Gangshow - 1991: Ready to Rock |

## Videoalben
- 1994: Gary Glitter’s Gangshow

## Statistik

### Chartauswertung
|                     | DE    | UK    | US    |
| ------------------- | ----- | ----- | ----- |
| Nummer-eins-Alben   | DE—DE | UK—UK | US—US |
| Top-10-Alben        | DE—DE | UK3UK | US—US |
| Alben in den Charts | DE2DE | UK5UK | US1US |

|                       | DE    | AT    | CH    | UK     | US    |
| --------------------- | ----- | ----- | ----- | ------ | ----- |
| Nummer-eins-Singles   | DE—DE | AT—AT | CH—CH | UK3UK  | US—US |
| Top-10-Singles        | DE4DE | AT2AT | CH1CH | UK12UK | US1US |
| Singles in den Charts | DE9DE | AT2AT | CH1CH | UK26UK | US2US |

### Auszeichnungen für Musikverkäufe
| Goldene Schallplatte - Finnland - 1973: für das Album Touch me |

Anmerkung: Auszeichnungen in Ländern aus den Charttabellen bzw. Chartboxen sind in ebendiesen zu finden.
| Land/RegionAuszeichnungen für Musikverkäufe (Land/Region, Auszeichnungen, Verkäufe, Quellen) | Silber     | Gold     | Platin  | Verkäufe  | Quellen   |
| -------------------------------------------------------------------------------------------- | ---------- | -------- | ------- | --------- | --------- |
| Finnland (IFPI)                                                                              | —          | Gold1    | —       | 20.000    | ifpi.fi   |
| Vereinigtes Königreich (BPI)                                                                 | 7× Silber7 | Gold1    | Platin1 | 2.870.000 | bpi.co.uk |
| Insgesamt                                                                                    | 7× Silber7 | 2× Gold2 | Platin1 |           |           |